# Nothocestrum
Nothocestrum é um género botânico, pertencente à família Solanaceae.
1. ↑  «Nothocestrum — World Flora Online». www.worldfloraonline.org. Consultado em 19 de agosto de 2020